# Incelença

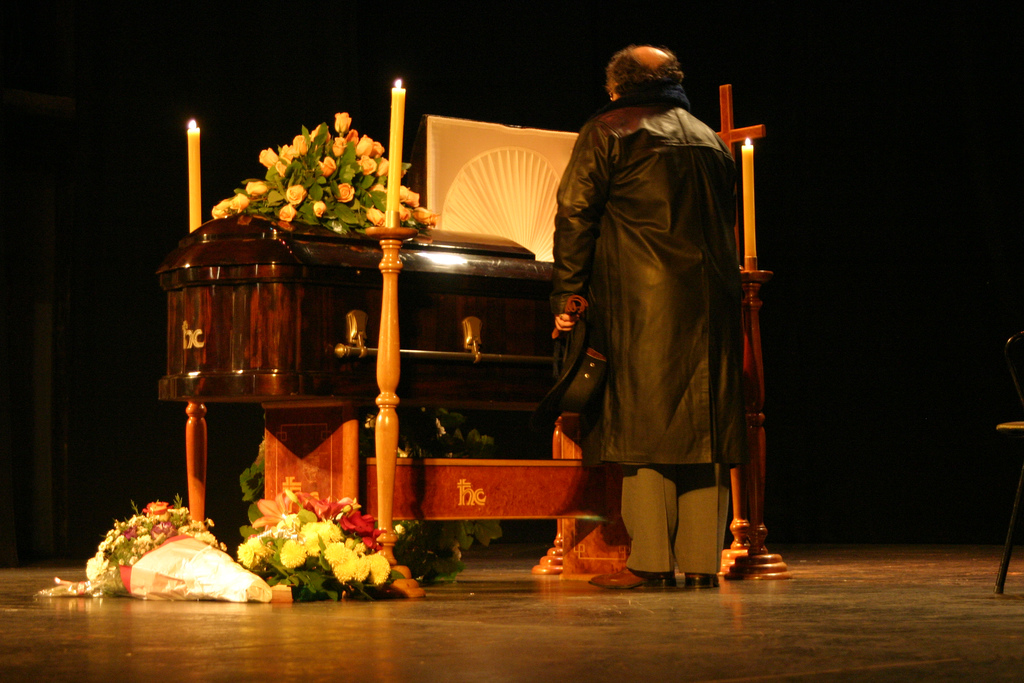
Dentre muitas outras, a tradição popular atribui às Incelenças a faculdade de facilitar a morte dos agonizantes, de modo minimizar-lhes o sofrimento. De forma similar, são entoadas em meio a orações contra males perniciosos, tempestades e inundações, bem como em preces para abrandar as estiagens. Na foto, o velório do comediante chileno Eduardo Tompson.

As Incelenças, também denominadas Incelências (em língua portuguesa: Excelência, por corruptela), Cantigas de Guarda, Cantigas de Sentinela ou Benditos de defuntos constituem uma forma de expressão musical típica de localidades do Ceará, Sertão Nordestino, cidades do Vale do Paraíba e, em escala maior, em outras regiões do Brasil. O termo Incelença remete a uma ampla coletânea de pequenos cânticos executados especialmente em virtude de falecimentos. De forma similar, podem ser também executados sob a cabeceira dos enfermos terminais, substituindo a extrema unção na ausência de sacerdote e apressando-lhes a morte, diminuindo-se-lhes, então, o sofrimento. Neste âmbito, credita-se às Incelenças a propriedade de despertar nos agonizantes o remorso sobre os pecados, incitando-os ao arrependimento. Não obstante associadas, no mais das vezes, aos ritos mortuários, há registros de sua utilização em meio a preces contra males infecciosos, inundações ou mesmo para amenizar as duras estiagens que castigam a região do semiárido. Em outras acepções, porém, a utilização destas cantigas fora dos contextos estritamente fúnebres é considerada um agouro de morte.
Marcadas pela perpetuação de sua oralidade (estendendo-se de pai para filho e de benzedores para jovens através da memória), as Incelenças apresentam uma estrutura rítmica bastante simples e compõem-se sempre de doze estrofes - o número dos apóstolos de Cristo -, idênticas à primeira exceto pela marcação numeral no início de cada uma. A execução de tais cantigas é feita sem acompanhamento instrumental, sendo, geralmente, iniciada por uma ou mais vozes femininas, que cantam os primeiros versos de cada estrofe e às quais se segue um coro em uníssono, entoando os demais. Outras vezes, embora mais raramente, podem ser rezadas, cantadas em solo, uníssono ou coro. Seja como for, acredita-se que uma vez iniciada a execução das incelenças não podem ser interrompidas, nem mudados seus executantes, sob pena de a alma do falecido não alcançar a salvação.
Embora tenham sido, no passado, parte integrante da generalidade dos velórios sertanejos, a severa repressão policial, em parceria com o descaso das autoridades católicas, tornou a utilização das Incelenças restrita às zonas rurais mais isoladas e distantes das grandes aglomerações urbanas. Atualmente, entretanto, medidas pontuais vêm sendo tomadas para reavivar a tradição das Incelenças em certos contextos

## Origem

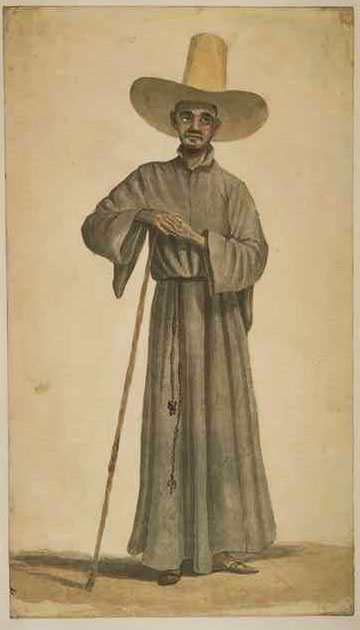
De origem lusitana, as Incelenças e os Benditos se propagaram pelos sertões brasileiros através da ação catequizadora dos padres jesuítas e dominicanos. Na ilustração de Rugendas, padres jesuítas entre os índios.

Derivada da fusão entre certos rituais fúnebres lusitanos e cantigas de origem cristã-nova, o uso das Incelenças remonta aos primórdios da colonização brasileira. Suas matrizes portuguesas remontam uma forma similar de expressão oral denominada Excelência, que, por sua vez, provém de antigas tradições mouriscas, adaptadas à realidade católica. Usada em propósitos semelhantes nas regiões de Douro, Beira e Minho, as Excelências seguem uma ordem numérica rígida, que se inicia com um e prossegue até doze, repetindo os versos conforme a quantidade anunciada no início da canção. Acerca do fato, o filólogo e folclorista português Augusto César Pires de Lima exemplifica com a Excelência conhecida como Doze Excelências que deu o Senhor à Senhora da Graça, aqui representada de forma a facilitar a compreensão.
Uma excelência que deu o Senhor à Senhora da Graça
Duas excelências que deu o Senhor à Senhora da Graça
Duas excelências que deu o Senhor à Senhora da Graça
Três excelências que deu o Senhor à Senhora da Graça
Três excelências que deu o Senhor à Senhora da Graça
Três excelências que deu o Senhor à Senhora da Graça
[...]
Doze excelências que deu o Senhor à Senhora da Graça (12 vezes)
Uma forma ritualística semelhante é encontrada em Marrocos, onde são entoados certos romances bíblicos que não podem ser interrompidos. No Brasil, a propagação das Incelenças se deveu principalmente à ação catequizadora dos padres jesuítas e dominicanos, que se utilizavam de sua estrutura simples e mnemônica para difundir entre a população indígena e cabocla os rudimentos da fé católica, tendo também contribuído o grande afluxo de colonos beirões que se fixaram por toda a Região Nordeste do Brasil.
Melodicamente, as incelenças se assemelham a outras tradições da musicalidade popular nordestina, a exemplo dos aboios e das toadas, compartilhando com elas características como o excessivo alongamento e deliberada nasalização das vogais, além da melodia lenta e lúgubre.
Embora tenham inicialmente integrado a cultura das classes rurais pobres do sertão nordestino, as incelenças eventualmente penetraram todos os estratos sociais, tendo sido, por muito tempo, entoadas indistintamente em funerais de ricos e pobres. Em tempos mais recentes, entretanto, a tradição das incelenças foi paulatinamente se perdendo na grandes cidades, e, em seguida, também nas médias e pequenas, estando hoje confinada às zonas rurais mais isoladas do interior nordestino.

## Estrutura
As incelenças constituem-se de doze estrofes de quatro versos, idênticas umas às outras exceto pela marcação numérica crescente em cada uma delas. A numeração das estrofes, aliás, é geralmente encontrada no início de seu primeiro verso, sendo mais comum a contagem das próprias incelenças. Em outras palavras, canta-se "Uma incelença..." para a primeira, "Duas incelenças..." para a segunda, e assim sucessivamente até se cantarem doze, conforme se pode observar nesta conhecida incelença:
Uma incelença, entrou no paraíso
Uma incelença, entrou no paraíso
Adeus, irmãos, até o dia do juízo
Adeus, irmãos, até o dia do juízo
(...)
Doze incelenças, entrou no paraíso
Doze incelenças, entrou no paraíso
Adeus, irmãos, até o dia do juízo
Adeus, irmãos, até o dia do juízo
Em se tratando do velório de crianças, as estrofes se repetem apenas nove vezes 

## Contexto ritual das incelenças: a Sentinela

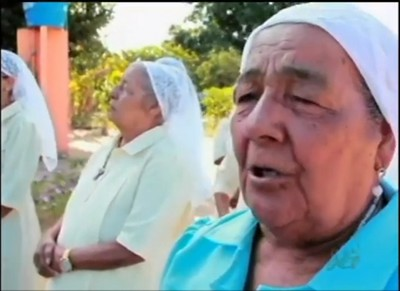
Nas sentinelas, a continuidade da celebração é geralmente confiada a grupos de mulheres, enquanto a maioria dos outros convidados conversa, come, bebe ou joga. Na foto, cantadeiras de incelenças em Crato, Ceará.

No Nordeste brasileiro, a utilização fúnebre das Incelenças tradicionalmente insere-se num contexto ritual conhecido como Sentinela, Guarda, Guardamento ou Fazer Quarto. Nessa forma tradicional de velório, realizada na própria casa do falecido e que se estende por toda a noite anterior ao sepultamento, atribui-se às Incelenças a propriedade de invocar os anjos e santos, que, segundo a crença, acompanhariam a alma do falecido até o destino conveniente. De acordo com as crenças do catolicismo popular, o "caminho" é longo e diante das tentações do demônio, é indispensável a presença protetora dos Anjos e Santos. O arcanjo São Gabriel e a Virgem Maria são os mais invocados. Miguel, com a sua balança na mão, pesa cada alma. O papel de advogada, então, cabe à Maria. De perpetuação basicamente oral, as Sentinelas não formam um ritual homogêneo, variando imensamente conforme a região ou outros fatores, como a vontade dos presentes. Em tais celebrações, há uma amálgama entre práticas oficiais da Igreja Católica com  as práticas da religiosidade popular e manifestações lúdicas. Em muitos casos, versos cômicos, Incelenças parodiadas e trechos de cordel sem qualquer significado mística são utilizados para consolar os parentes do falecido. Um caso notório deste costume são as chamadas "Incelenças de Joaquim do Ouro": forma de Incelença parodiada em que o defunto é retratado de maneira debochada.
O objetivo principal do ritual da Sentinela seria o de "convecer" a alma do falecido - que permaneceria entre os convivas até o fim da celebração - a seguir ao destino que lhe é reservado. Este ritual, que, segundo a crença marca a cisão defitiva entre o corpo e a alma do falecido, tem como ápice o canto da Incelença de Despedida ou de saída, onde os familiares despedem-se de seu ente querido desejando-lhe um bom destino. Durante toda a sentinela, costuma-se servir bebidas alcoólicas e petiscos aos convidados, além dos tradicionais café, chás, bolachas e caldos, concedendo às sentinelas um ar que beira o festivo. Em se tratando do velório de crianças, o ritual despe-se mesmo de seus últimos resquícios morbidade e se converte numa grande celebração, pois, segundo a crença, as crianças mortas transformar-se-iam em anjos, passando a interceder por sua família e por toda a comunidade.
Apesar de estarem presentes nas Sentinelas como um de seus elementos essenciais, as Incelenças não constituem a única forma de expressão mística do rito. Após a morte, o corpo do defunto é lavado, vestindo-se, logo em seguida, a mortalha - cantando-se, na ocasião, a variedade adequada de incelença - e amarrando-se-lhe na cintura o Cordão de São Francisco, enquanto se rezam padre-nossos e ave-marias para cada nó dado, num total de sete, ao que se segue o anúncio da morte aos membros da comunidade. A participação nas Sentinelas é usualmente considerada um ato de piedade cristã, atraindo grande número de pessoas desejosas de pagar promessas ou receber graças divinas, mesmo que não conheçam o morto ou sua família. A presença de estranhos na celebração fúnebre, aliás, é corriqueira e mesmo incentivado pelos familiares do falecido, que, ao verem passar alguém pelas cercanias de onde se o velam, convidam-no, exclamando: "chegai, irmão das almas". Havendo chegado os convidados, inicia-se a reza do terço, que se prolonga até altas horas da noite. Durante as rezas e as cantorias, é tolerada a dispersão dos convidados, que passam a se ocupar das bebidas, comidas, conversas ou mesmo jogos de baralho e outros jogos, de modo a permanecerem rezando, na maioria das vezes, umas poucas pessoas. A condução das rezas, benditos e incelenças, aliás, é, desde o início, confiada a um grupo de mulheres, encarregadas de manter continuamente o ritual, ou "puxar-a-reza", mesmo com o esvaziamento da celebração. O canto dos benditos e demais incelenças segue até meados do romper do dia, quando se cantam as incelenças da barra do dia, encerrando a noite de rituais. Pouco depois, reiniciam-se os terços e as ladainhas, enquanto se aguarda pelo momento convencionado para a saída do corpo, quando se entoará a incelença da saída. Nomeia-se benditos uma vasta coletânea de cantigas populares devocionais utilizadas, ao contrário das incelências, num ampla gama de situações não-fúnebres como terços, noitaros, procissões etc. Consistem, geralmente, em estrofes de dois versos, iniciando-se o primeiro pela jaculatória "bendito(a) e louvado(a) seja" acompanhada do nome das entidades (santos, a Virgem Maria, Jesus Cristo etc), devoções (Sagrados Corações de Jesus e Maria, Santa Chagas de Cristo) ou conceitos  (Luz do Espírito Santo, Amor de Deus, Sinal da Cruz etc) que se deseje bendizer, sendo o segundo verso um complemento do primeiro, repetindo-se, ambos, duas vezes.

## Variedades

### Incelenças da Mortalha
Imediatamente após o falecimento, era usual que se pusesse a mortalha no defunto, evitando, assim, que este se tornasse inflexível e impossibilitasse o trabalho. Na tarefa, o encarregado de pô-la geralmente dava ordens ao corpo, como se estivesse vivo. Dizia-se "fulano, dobre o braço, estire a perna direita, suspenda o quadril, etc", na crença de que se fazendo assim, facilitar-se-ia o trabalho.

### Incelenças diversas
Após vestida a mortalha, aguarda-se, então, a chegada dos convidados, para que se possam principiar os rituais fúnebres e o canto dos benditos e incelenças. As incelenças diferem dos benditos tanto por sua estrutura quanto por sua utilização mais restrita, intrinsecamente relacionada aos ritos fúnebres e na encomendação das almas. No contexto das sentinelas, os benditos são cantados à cabeça do morto, enquanto que as incelenças se cantam a seus pés (ou ao contrário, desde que em posições opostas), sendo estas últimas consideradas mais solenes, fazendo, mesmo, rarearem as conversas paralelas e a ingestão de bebidas e aperitivos, tão costumeiras durante os benditos. A frequência do canto das incelenças no âmbito das sentinelas varia imensamente conforme a vontade das puxadeiras-de-reza, podendo ser tanto entoadas durante toda a cerimônia, após cantados uns poucos benditos, quanto apenas durante acontecimentos específicos, como o raiar do dia ou o cantar do galo, enquanto se cantam os benditos nos demais momentos. Naquele caso, as incelenças são cantadas uma após a outra, continuamente, sendo comum que os cantadores calculem previamente a quantidade aproximada de incelenças necessárias para se chegar até o fim da noite.
Uma lavandeira, uma beija fulô<beija-flor> 
Lavando os paninhos de Nosso Sinhô
Quanto mais lavava, mais sangue corria
Mãe de Deus chorava; os judeus sorria
(...)
Doze lavandeiras, uma beija-flô
Lavando os paninhos de Nosso Sinhô
Quanto mais lavava, mais sangue corria
Mãe de Deus chorava; os judeus sorria
Incelença da Lavandeira e do beija-florⓘ

### Incelença de Despedida
Ao aproximar-se do horário convencionado para a saída do corpo rumo ao cemitério, inicia-se o canto das Incelenças de despedida, ou de saída, marcando o ápice da celebração funerária. Grande importância mística é atribuída a essa variedade de Incelença, afirmando-se mesmo que a Virgem Maria se poria de joelhos desde o início do cântico, levantando-se apenas ao final. Caso fosse interrompido, entretanto, a Virgem seguiria genuflexa e a alma, por tamanho desrespeito, seria privada da salvação. Na música Velório, Dorival Caymmi intepreta um popular incelença de despedida: Uma incelença entrou no paraíso.[carece de fontes?]
Em se tratando do sepultamento de crianças de crianças de colo, embora já batizadas - conhecidas como "anjinhos" - as incelenças de despedida ganham letras mais leves, relatando a ascensão de suas almas ao céu, onde seriam recebidas por Deus como anjos. Nesse casos, as incelenças eram repetidas apenas nove vezes, e não doze como usualmente.
Ó, meu pai, eu vou p'ro céu
Um anjim<anjinho> vai me levando
De tudo eu vou me esquecendo
Só de Deus vou me alembrandro
De tudo eu vou me esquecendo
Só de Deus vou me alembrando
(...)
Ó, meu pai, eu vou p'ro céu
Nove anjim vão me levando
De tudo eu vou me esquecendo
Só de Deus vou me alembrandro
De tudo eu vou me esquecendo
Só de Deus vou me alembrando
Às crianças não batizadas - conhecidas como pagãs -, entretanto, era negada sepultura nos cemitérios, sendo enterradas ao longos dos caminhos ou ao sopés dos cruzeiros. Segundo a tradição popular, fatos extraordinários poderiam ser presenciados nesses locais, indicando que a alma do pagão clamava por batismo. Quem quer que presenciasse esses fenômenos deveria, então, aspergir água sobre a sepultura, declarando o infante morto batizado em nome do Pai, do Filho e do Espírito Santo, cantando-lhe, em seguida, as incelenças de despedida, para que sua alma pudesse, enfim, ascender aos céus como anjos.

### Incelenças de Chuva
No âmbito das Incelenças de Chuva, o vocábulo Incelença remete não somente à composição musical intrínseca ao termo, senão a um complexo ritual em que as Incelenças desempenham um papel de suma importância. Neste rito, realizado, especialmente, na região do semi-árido Nordestino, há um ágil cortejo de ícones religiosos por uma curta distância, no qual podem se ouvir uma forma de Incelença de melodia e composição mais rebuscadas, que, porém, segue a mesma organização em doze versos. As festividades em honra a São Pedro, tido como guardião das chuvas, podem se prolongar por vários dias e se processam em torno de um Cruzeiro de Pedra, o qual é previamente decorado com fitas, flores e velas. Neste espaço, se realizam uma vasta série de reverências e orações, que visam amenizar os efeitos das estiagens.
Uma Incelença, 'tá na rua vai andando
Senhora da Piedade também vai acompanhando
Respondeu, Nossa Senhora, eu também vou ajudar
Esta reza é muito santa, e este sol há de abrandar

## Situação atual
“:— Essa vida por aqui
é coisa familiar;
mas diga-me retirante,
sabe benditos rezar?
sabe cantar excelências,
defuntos encomendar?
sabe tirar ladainhas,
sabe mortos enterrar? ”

— Morte e Vida Severina'
Por muito tempo, as incelenças constituíram parte fundamental dos velórios na região do semi-árido, tendo sido retratada por diversos autores e compositores como intrínsecos a eles. Em Morte e Vida Severina, de João Cabral de Melo Neto, a conversa entre Severino e a Comadre - na qual ela lhe pergunta se sabe rezar excelências - sugere mesmo que, em virtude da grande mortandade, as incelenças despenhavam um papel importante na vida cotidiana da comunidades do semi-árido. Dorival Caymmi, por seu turno, grava uma popular incelença sob título de Velório, explicitando o fato de que, para o homem sertanejo, os velórios e as incelenças seriam quase inseparáveis.
Atualmente, entretanto, a utilização das Incelenças sobrevive numa área cada vez mais restrita do semi-árido Nordestino, tendo sido virtualmente extinta nas imediações das grandes áreas urbanas. A distribuição, outrora comum, de bebidas alcoólicas em quantidade entres os convidados às Sentinelas - contexto ritualístico onde as incelenças eram mais comumente usadas - tornava-os suscetíveis ao envolvimento em brigas e discussões, o que rendeu a essas celebrações a fama de bárbaras e motivou a dura repressão policial a elas dirigidas.
Mais recentemente, medidas pontuais vêm sendo tomadas para a salvaguarda dessa forma de expressão musical. Em Barbalha, interior do Ceará, devotas unem forças para o perpetuamento da tradição das Incelenças, preservando-as do esquecimento. Em Sousa, povoado na área rural de Jequitibá, nos estado de Minas Gerais, cantadeiras preservam a tradição das incelenças de chuva e os rituais a elas associados.

## Informações adicionais
1. ↑  As partes em negrito indicam os trechos acompanhados em uníssono por todos os participantes. Embora possam ser entoadas em sua totalidade em uníssono, em coro, em solo ou simplesmente rezadas, o mais comum é que os cânticos sejam iniciados por uma voz ou um coro de vozes femininas, às quais se segue o acompanhamento por todos.
2. ↑  Segundo a crença popular, a ave conhecida como Lavandeira (Motacila lugens; fig. 1) teria lavado os panos utilizados no parto de Jesus, tornando-se protegida pela Virgem. Por isso, atrubiui-se a essas aves propriedade excepcionais, constituindo sua captura ou morte terrível agouro.
3. ↑  No intuito de preservar os aspectos rítmicos da composição, a letra foi transcrita respeitando as singularidades do dialeto nordestino
4. ↑  No contexto das Incelenças de Chuva, nota-se uma composição mais assemelhada ao Canto gregoriano.

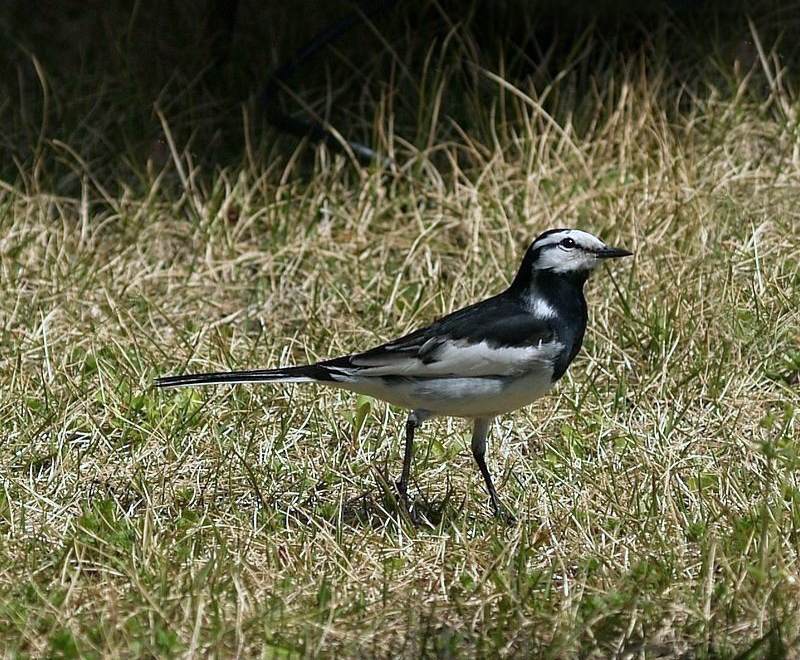
Fig. 1